# فيلانيوفا دي جواداميخود
بلدية فيلانيوفا دي جواداميخود (بالإسبانية: Villanueva de Guadamejud)‏، هي إحدى بلديات مقاطعة قونكة إحدى مقاطعات إسبانيا، و التي تقع في منطقة قشتالة لا منتشا وسط البلاد, و المائلة لجهة الشرق من إسبانيا.
يبلغ عدد سكانها 111 نسمة وفقاً لإحصائية سنة (2007).